# 葉仁魯
叶仁鲁（？—953年2月5日），五代十国后汉、后周官员。
叶仁鲁后汉乾祐年间，授卫州刺史。州内多盗贼，叶仁鲁经常亲自擒捕，随意杀戮，滥死者非常多。曾经有州民聚集追赶群贼，追至山林，没有找到盗贼。叶仁鲁把追赶的州民抓起来，诬称为盗，全部断足筋，曝於林麓之下，宛转呼号，数日而死。叶仁鲁为莱州刺史，贪暴更甚，官民不胜其苦。到任离职时，逃离本州，被州民告发，下狱审问。叶仁鲁伏罪，贪赃狼藉。广顺三年正月十九庚午日，周太祖郭威将莱州刺史叶仁鲁赐死。

## 注
1. ↑  《册府元龟》卷六百九十七
2. ↑  《册府元龟》卷七百
3. ↑  《旧五代史》周太祖纪